# Hamdara
Hamdara (auch: Hambara) ist eine Landgemeinde im Departement Mirriah in Niger.

## Geographie
Hamdara liegt in der Sahelzone. Die Nachbargemeinden sind Zermou im Nordwesten, Guidimouni im Nordosten, Wacha im Süden und Mirriah im Westen. Bei den Siedlungen im Gemeindegebiet handelt es sich um 37 Dörfer und 75 Weiler. Der Hauptort der Landgemeinde ist das Dorf Hamdara. Es liegt auf einer Höhe von 445 m.
Die Forêt classée de Kissambana beim Dorf Kissambana Yérima ist ein 1880 Hektar großes unter Naturschutz stehendes Waldgebiet im Gemeindegebiet von Hamdara. Die Unterschutzstellung erfolgte 1950.

## Geschichte

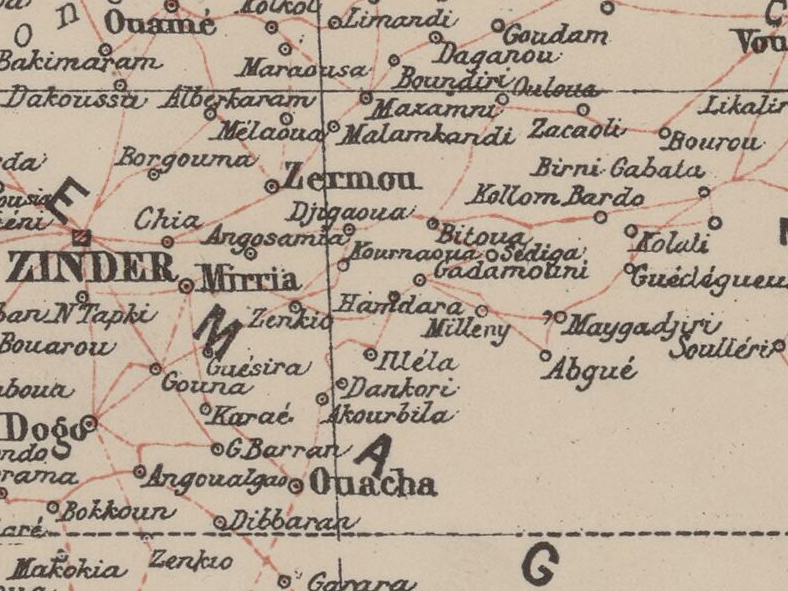
Ausschnitt einer Karte von 1903 mit Hamdara im Zentrum

Ende des 19. Jahrhunderts boten die Märkte von Hamdara und weiteren Dörfern in der Region dem in der Stadt Zinder ansässigen bedeutenden Händler Malan Yaroh jene Handwerksprodukte, Pelze, Tierhäute und Henna, die er für den Transsaharahandel benötigte.
Die Landgemeinde Hamdara ging 2002 im Zuge einer landesweiten Verwaltungsreform aus dem Gebiet des Kantons Kissambana/Hamdara hervor. Massive Niederschläge am 16. und 17. Juli 2022 verursachten in der Region Zinder schwere Überschwemmungen mit Todesopfern und Sachschäden. In Hamdara wurde mit einer Niederschlagshöhe von 252 mm ein neuer Rekord gemessen. Weitere stark betroffene Orte waren unter anderem Gaffati, Gouré, Guidimouni, Mirriah, Rimi Rimi, Yagagi und das Stadtzentrum von Zinder.

## Bevölkerung
Bei der Volkszählung 2012 hatte die Landgemeinde 39.574 Einwohner, die in 6680 Haushalten lebten. Bei der Volkszählung 2001 betrug die Einwohnerzahl 22.824 in 4011 Haushalten.
Im Hauptort lebten bei der Volkszählung 2012 1449 Einwohner in 231 Haushalten, bei der Volkszählung 2001 1375 in 237 Haushalten und bei der Volkszählung 1988 1326 in 243 Haushalten.
In ethnischer Hinsicht ist die Gemeinde ein Siedlungsgebiet von Damagarawa und Sossébaki.

## Politik
Der Gemeinderat (conseil municipal) hat 14 gewählte Mitglieder. Mit den Kommunalwahlen 2020 sind die Sitze im Gemeinderat wie folgt verteilt: 7 PNDS-Tarayya, 3 ARD-Adaltchi Mutunchi, 3 RDR-Tchanji und 1 RPP-Farilla.
Jeweils ein traditioneller Ortsvorsteher (chef traditionnel) steht an der Spitze von 32 Dörfern in der Gemeinde, darunter dem Hauptort.

## Wirtschaft und Infrastruktur
Die Gemeinde liegt in einer Zone, in der Regenfeldbau betrieben wird. Gesundheitszentren des Typs Centre de Santé Intégré (CSI) sind im Hauptort und in der Siedlung Kissambana Yérima vorhanden. Der CEG Hamdara ist eine allgemein bildende Schule der Sekundarstufe des Typs Collège d’Enseignement Général (CEG). Beim Centre de Formation aux Métiers de Hamdara (CFM Hamdara) handelt es sich um ein Berufsausbildungszentrum.
Die asphaltierte Nationalstraße 1, die längste Fernstraße Nigers, führt durch den Hauptort und das Dorf Kissambana Yérima.